# 贝尔魁丝·西卡
贝古姆·贝尔魁丝·西卡 (Begum Bilquis Sheikh，1912年12月12日—1997年4月9日），巴基斯坦作家。她是阿托克贵族哈亚特·哈塔尔穆斯林家族的重要成员，她杰出的政治和社会贡献使她的名声遍及全国各地。她认识主的过程中充满了异象和带有预言的梦，她的信仰也使她的名字家喻户晓。她在其自传《终敢称祂为父》一书中讲述了自己奇特的人生故事。这本书出版于1978年，是宗教文学上的一部经典。她的自传是20世纪最受欢迎的宗教书籍之一，全球销量超过30万册，并以多种不同的语言被印刷了无数次。贝克出版集团于2003年发布了这本书的25周年纪念版。

## 家庭背景
贝尔魁丝·西卡，1912年12月12日出生于巴基斯坦旁遮普北部的拉瓦尔品第镇，靠近她祖辈们所居住的小村子。她的父亲纳瓦布·穆扎法尔·阿里，是旁遮普的封建地主和独裁者。她的表哥斯康达·哈亚特爵士（Sir Sikandar Hayat Khan）是旁遮普显赫的总理和政治家。 她是巴基斯坦记者马兹哈尔·阿里（Mazhar Ali Khan）的姐姐和作家塔里克·阿里的姑姑。她的家族属于南亚封建精英阶层，很长一段时期一直在旁遮普地区拥有政治权力。西卡夫人非常富有，在整个巴基斯坦也极具声望。在她生命的前46年，她既没有拥护也没有放弃自己的穆斯林信仰，一直选择去相信她能看到或可以解释的。
与哈立德·麦斯欧德·谢赫大将（高级政府官员，1962至1965年期间任巴基斯坦内政部长）结婚后，她一直活跃在政治、外交、社会工作当中。

## 退休及去世
西卡夫人和孙子兼养子马哈茂德一直居住在美国，直到1987年。由于健康状况日益减退，在经历了一次严重的心脏病发作后，他们俩回到了巴基斯坦与家人一起。回到巴基斯坦不久，西卡夫人和他的孙子便和其他家人分开而住。她后来搬去和她的女儿都妮一起住在拉瓦尔品第。她逝世 于1997年4月9日，葬在喜马拉雅山脚下的墓地里。

## 著作
西卡夫人的自传，《终敢称祂为父》在1978年由贝克出版集团（Baker Publishing Group）的一个部门出版。这本书由理查德·H·施耐德共同撰写，前言由凯瑟琳·马歇尔提供。这本书及其学习指导被印刷了无数次，并已经被翻译成多种不同的语言，包括汉语、英语、阿拉伯语、乌尔都语、波斯语、芬兰语和阿姆哈拉语。
2003年， 此书的25周年豪华版发行于世，包装更新为：《终敢称祂为父》，一位穆斯林妇女转信基督后虔诚爱主的真实故事。这本书是伊斯兰和基督宗教的经典书籍之一。截至2012年，这本书拥有精装版、平装版、音频版、CD、及电子书版本。